# Szczerbanie
Szczerbanie (ukr. Щербані) – wieś na Ukrainie w rejonie starosieniawskim należącym do obwodu chmielnickiego.

## Dwór
- dwór wybudowany w XVIII wieku, w stylu klasycystycznym istniał do 1917[1]. Od frontu ryzalit z czterema kolumnami, po dwie po bokach podtrzymującymi  trójkątny fronton[2].